# Piazza dei Giudici
Piazza dei Giudici è una piazza di Firenze che si apre sul lungarno Diaz, a pochi passi dal piazzale degli Uffizi. Si accede alla piazza anche da via dei Saponai, via del Castello d'Altafronte, via de' Castellani e dal lungarno Anna Maria Luisa de' Medici.

## Storia
Anticamente si chiamava piazza d'Altafronte, dal sito dell'antichissimo Castello d'Altafronte (il cui primo nucleo risaliva probabilmente al X secolo), costruito per proteggere il porto fluviale sull'Arno. Forse anche il porto stesso, in uso già dall'epoca romana, si trovava in questa piazza, o forse nelle immediate vicinanze verso est, in zona piazza Mentana. Al castello si saldavano le mura cittadine del XII secolo.
Il nome derivava dalla nobile famiglia degli Altafronte che possedette il castello fino al 1180, quando venne ceduto alla potente famiglia ghibellina degli Uberti. Nel 1297 vennero iniziati i lavori di un ponte sull'Arno in corrispondenza del castello di Altafronte, probabilmente su progetto di Arnolfo di Cambio, nel punto più stretto del fiume, luogo antico di attraversamento fin dall'alto medioevo. Atterrate ormai le mura vecchie, l'alluvione del 1333 distrusse il ponte (che fu poi ricostruito come l'attuale ponte Vecchio) e danneggiò il castello che, ormai profondamente alterato, passò alla famiglia detta "Castellani" (proprio da questo possesso), sul luogo edificarono il palazzo Castellani, il più importante edificio su questa piazza e oggi sede del Museo Galileo.
Il nome della piazza, nota in passato anche come "piazza Castellani", cambiò quando dal 1574 ospitò, proprio in palazzo Castellani, i "Giudici di Ruota", una magistratura deputata alla risoluzione delle cause civili voluta da Pier Soderini e rimasta in vigore fino al 1841. Il riferimento alla "ruota" deriva dal fatto che i giudici erano chiamati a rotazione tra i laureati in legge.
È ugualmente attestato, seppure riferito a una sola porzione della piazza, il nome di piazza dell'Erba, da un mercato che vi si teneva.

## Descrizione

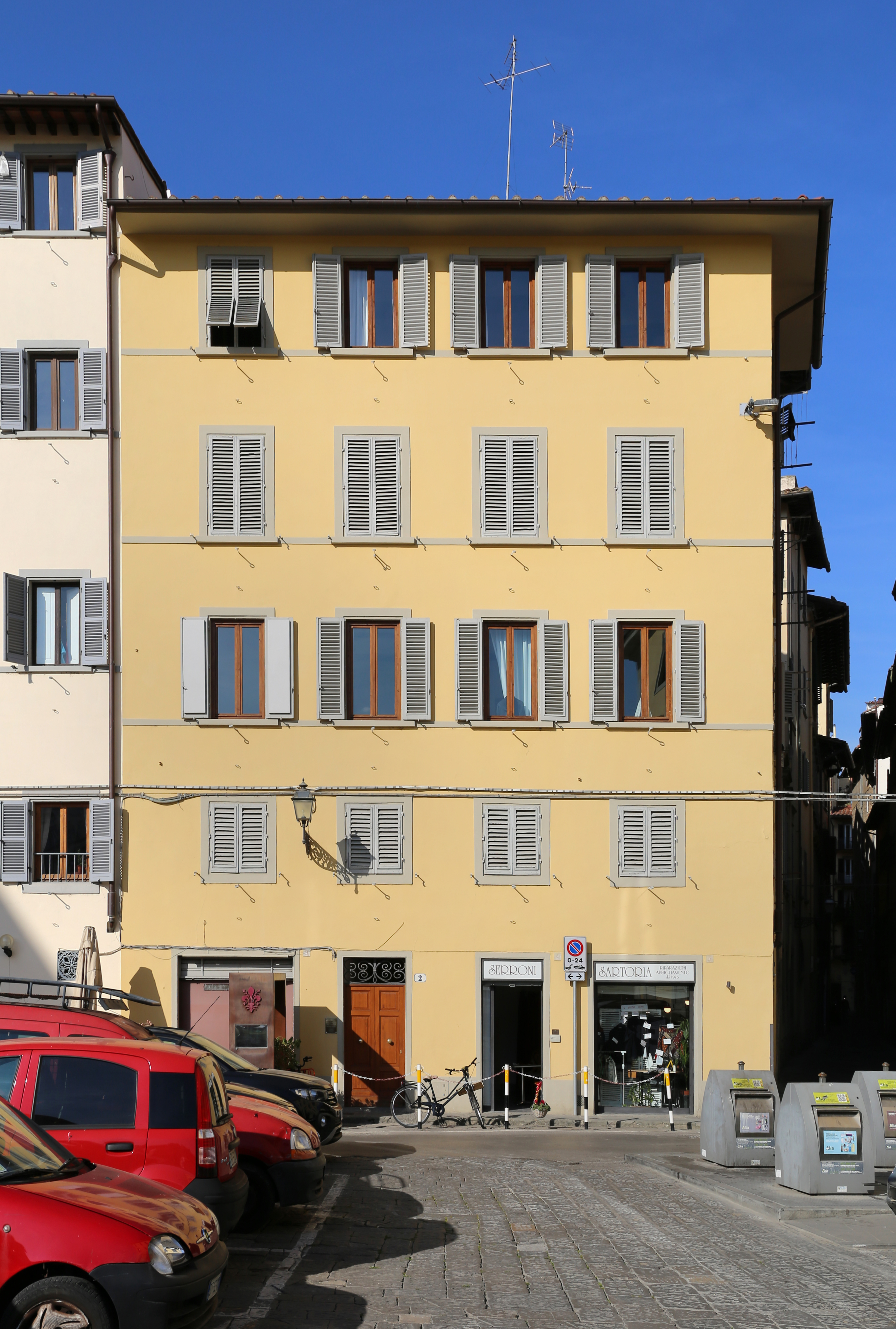
Piazza dei Giudici 2

La pavimentazione è a lastrico e buona parte dello spazio (delimitato da un cordolo in cemento) è destinato alla sosta dei veicoli.

### Edifici
La piazza è dominata dalla mole di palazzo Castellani, oggi sede del Museo Galileo.
L'altro edificio di rilievo nella piazza è il palazzo della Borsa, che si affaccia con il lato breve sulla piazza, oggi sede della Camera di Commercio di Firenze. L'edificio, in pomposo stile neoclassico, venne edificato tra il 1858 e il 1860 al posto dell'antico tiratoio dell'Arte della Lana, uno scorcio pittoresco immortalato da numerosi vedutisti, che consisteva in una specie di pontile lungo il fiume, con una tettoia verso l'Arno fino all'attuale piazza Mentana.
Tra gli edifici minori, il casamento al n. 2: si tratta di un edificio modesto, con il prospetto (quattro stretti assi su cinque piani) presumibilmente riconfigurato in occasione della costruzione dell'antistante palazzo della Camera di Commercio. Sul fronte che guarda a via del Castello d'Altafronte è un piccolo tabernacolo che, rimasto vuoto, è stato nel 2001 risarcito con una pittura murale eseguita da Grazia Tomberli raffigurante una Madonna (Madonna del Giaggiolo), artisticamente modesta e tuttavia significativa di una devozione e di una cura del luogo evidentemente non ancora del tutto sopita.

### La meridiana

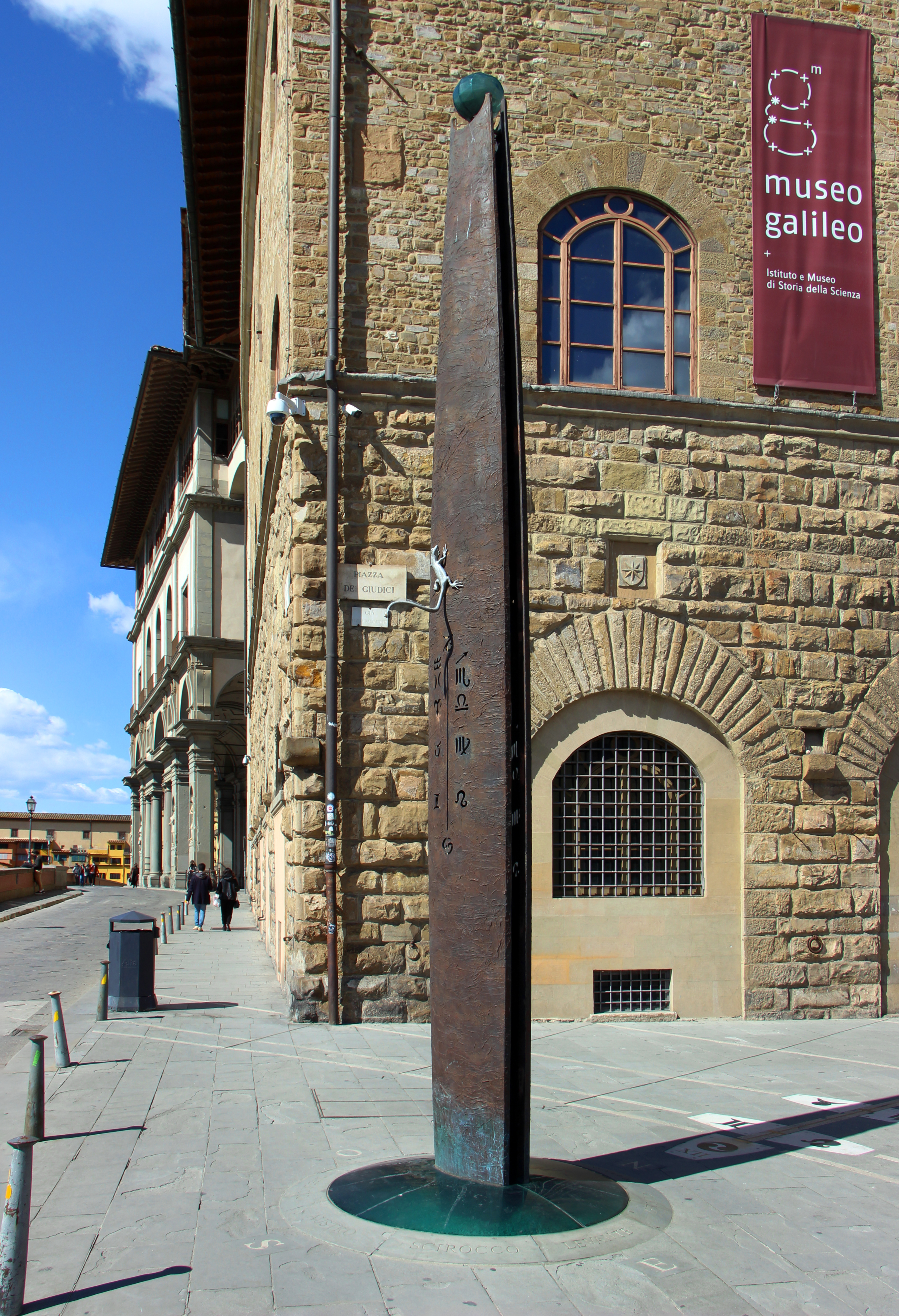
La meridiana

In piazza dei Giudici, in prossimità del canto col lungarno Anna Maria Luisa de' Medici, è stata installata nel 2007 una grande meridiana su iniziativa del Museo Galileo,in stretta relazione con l'ingresso del museo.
È costituita da un grande gnomone in bronzo che si erge in verticale per 6,19 metri sul marciapiede (appositamente ampliato e adeguatamente sagomato per accogliere la struttura), sul quale sono intarsi in ottone e travertino utili a leggere l'ora e la data. Progetto e disegno del monumento si devono a Luise Schnabel e Filippo Camerota, che hanno pensato il monumento quale "ornamento matematico" del museo Galileo. "L'ombra del poliedro di vetro collocato in cima al grande gnomone di bronzo indica l'ora solare vera e la data. Le ore sono marcate sul pavimento dalle linee radiali in ottone, mentre la data è indicata dalle linee trasversali in travertino che segnano il percorso diurno del Sole in vari periodi dell'anno, evidenziando il succedersi dei mesi e delle stagioni" (dal cartello informativo in situ).

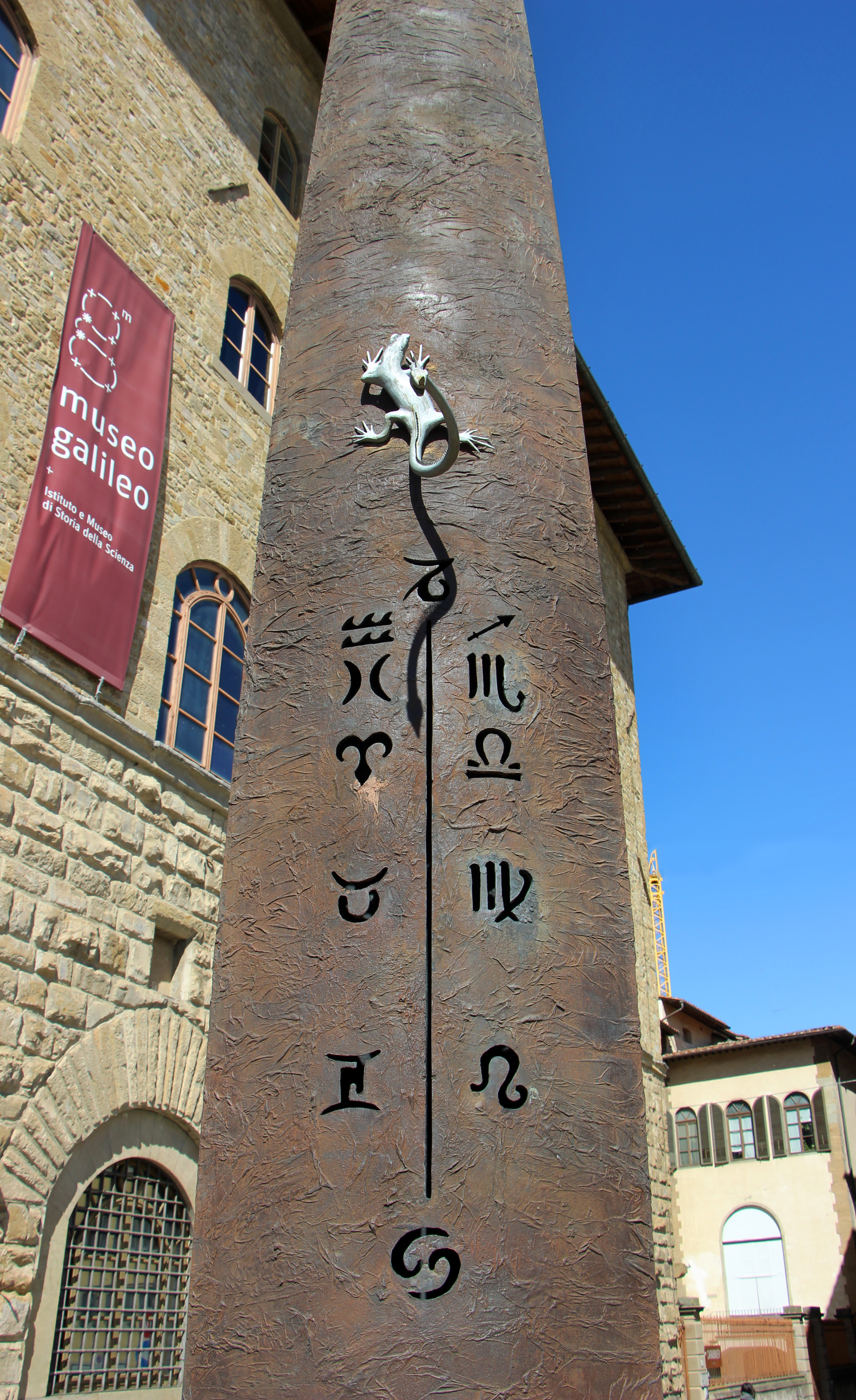
La salamandra coi segni zodiacali
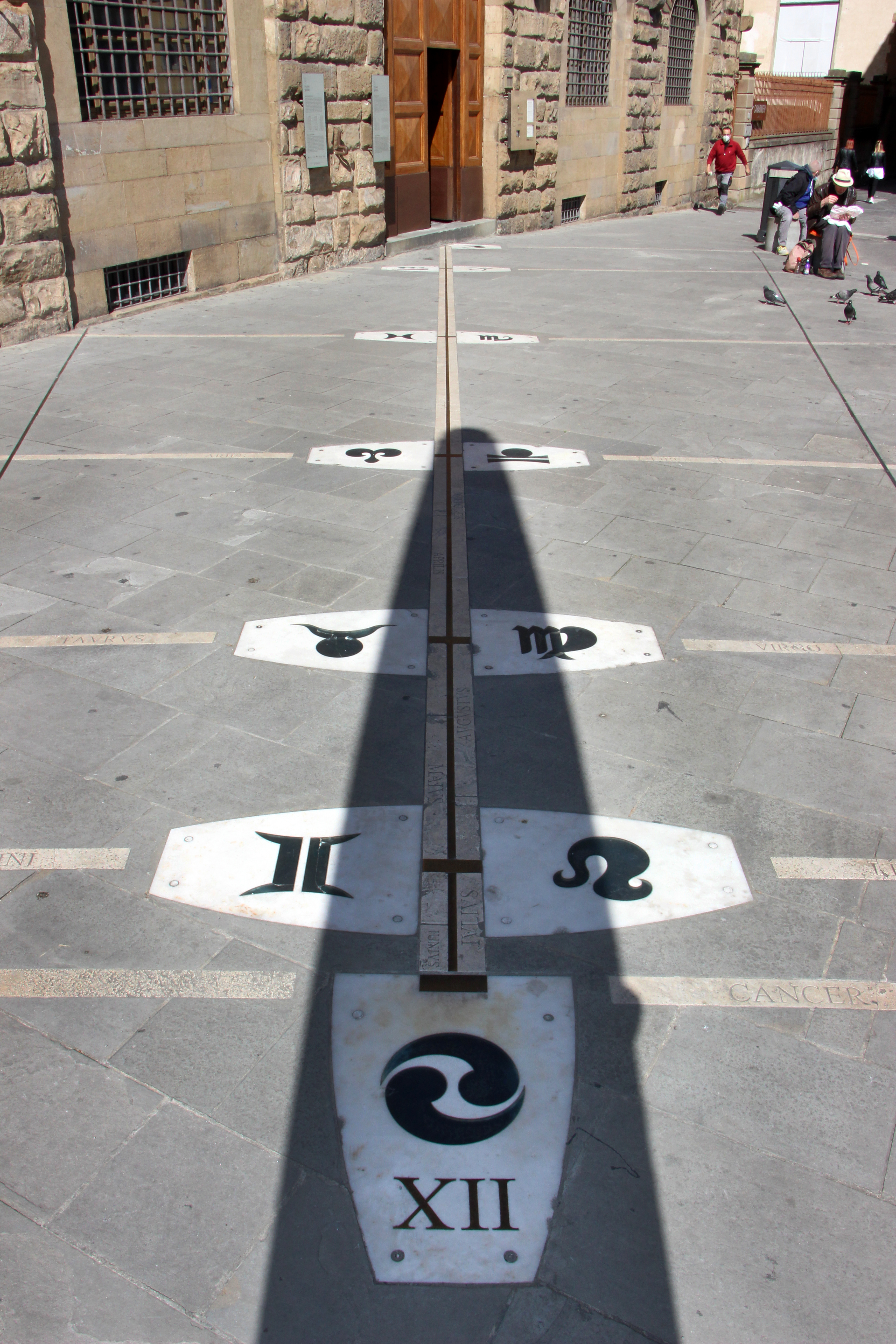
La linea del mezzogiorno (in marzo)
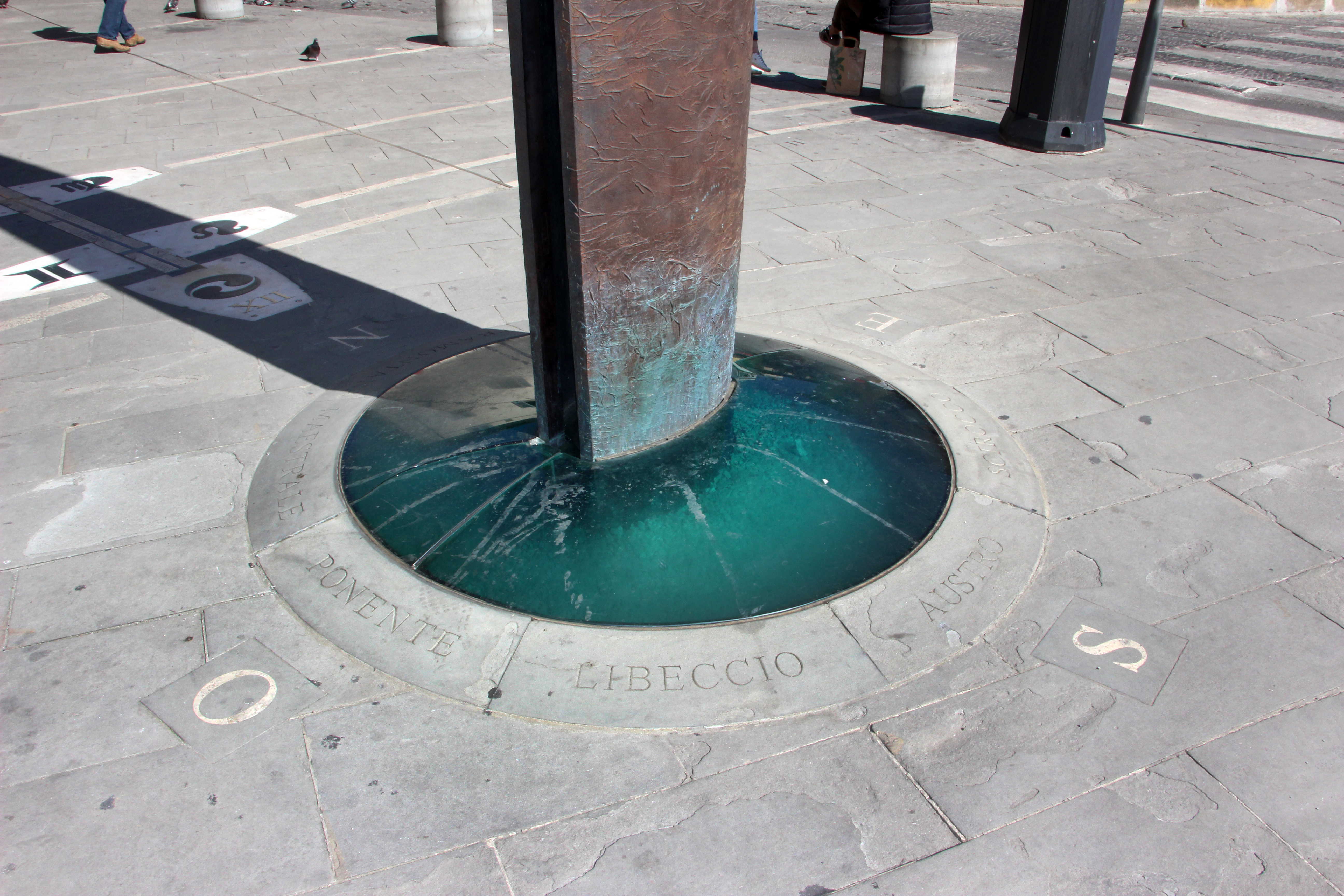
La base con la rosa dei venti

### Lapidi
Sul muretto dell'argine dell'Arno davanti alla piazza una targa in latino ricorda curiosamente un cavallo: si tratta dell'animale dell'ambasciatore della Repubblica di Venezia Carlo Cappello, che trovandosi in città durante l'assedio del 1530 venne colpito da una palla di cannone sparata dalle colline, che uccise l'animale facendo da scudo al nobiluomo e salvandogli la vita. 
| OSSA EQVI CAROLI CAPELLI LEGATI VENETI NON INGRATVS HERVS SONIPES MEMORANDE SEPVLCHRVM HOC TIBI PRO MERITIS HAEC MONIMENTA DEDIT OBSESSA VRBE M · D · XXX · III · ID · MART |

Traduzione: "Ossa del cavallo di Carlo Capello, legato veneto. Il tuo padrone non ingrato ti ha dato questo sepolcro, o indimenticabile destriero, e questa lapide per i tuoi meriti durante l'assedio della città.15 marzo 1533". Il formidabile cavallo, che pare fosse anche stato prestato a Ludovico Martelli per il duello con Giovanni Bandini, fu sepolto proprio in questo punto (da intendersi oltre la spalletta, lungo l'Arno), vestito del finimento di cuoio, velluto rosso e borchie dorate. Si tratta dell'unica targa che ricorda i fatti dell'assedio, episodio legato alla fine della Repubblica e sgradito ai Medici, che però tollerarono questa lapide proprio perché legata a un animale di uno straniero, quindi estraneo alle contese tra i regnanti e il suo popolo. Un'altra targa dedicata ad un animale, questa volta una mula, si trova nel cortile di palazzo Pitti.